# Arnstein (Waldmünchen)
Arnstein ist ein Ortsteil der Stadt Waldmünchen im Landkreis Cham des Regierungsbezirks Oberpfalz im Freistaat Bayern.

## Geografie
Der Weiler Arnstein liegt am Westhang eines Sattels zwischen dem 680 Meter hohen Dürrenberg im Norden und dem 742 Meter hohen Galgenberg im Süden. Durch Arnstein und über diesen Sattel führte eine Altstraße nach Domažlice (deutsch: Taus). Das Anwesen in Arnstein wurde Warthaus an der Böhmerstraße genannt und seine Bewohner hatten die Aufgabe, den Wald dort abzugehen und zu beaufsichtigen.
Arnstein liegt 3 Kilometer nordöstlich von Waldmünchen, 1 Kilometer südlich der tschechischen Grenze, 880 Meter östlich der Staatsstraße 2146, die hier beim Grenzübergang Höll-Lísková nach Tschechien führt.

## Geschichte
Arnstein (auch: Arnnstein, Arnstain) wurde 1550 und 1588 schriftlich erwähnt. 1622 hatte Arnstein 2 Anwesen. 1630 und 1703 wurde es mit einem Hof und einem Inwohner verzeichnet.
Die Umgebung von Arnstein war Gegenstand häufiger Grenzstreitigkeiten zwischen der Kurpfalz und Böhmen. 1550 wurde zwischen König Ferdinand von Böhmen und Kurfürst Friedrich von der Pfalz der Tauser Vertrag über den Grenzverlauf in dieser Gegend geschlossen. Allerdings wurde er nicht umgesetzt und es folgten weitere Streitigkeiten. Verhandlungen in den 1560er Jahren und Grenzbegehungen 1628 und 1664 führten zu keinem Erfolg.
Dann brach 1701 der Spanische Erbfolgekrieg aus. Es kam zur Bayerischen Diversion im Spanischen Erbfolgekrieg. Kurfürst Maximilian II. Emanuel von Bayern scherte aus dem Heiligen Römischen Reich aus und kämpfte für ein bayerisches Königreich gegen den Kaiser und König von Böhmen Leopold I. In der Zweiten Schlacht bei Höchstädt 1704 wurde er besiegt und aus Deutschland vertrieben. Die Oberpfalz wurde von 1705 bis 1715 durch kaiserliche Truppen besetzt. Kaiser und König von Böhmen war seit 1705 Joseph I. aus dem Hause Habsburg.
Nun kam es zu neuen Grenzbegehungen und Grenzuntersuchungen 1706, die zum Grenzvergleich 1707 führten. Dieser fiel sehr zugunsten der böhmischen Sieger des Krieges aus. Dabei kam Arnstein zu Böhmen. Außerdem kamen die Hofmark Grafenried, die Orte Kleeberg, Kleinsteinlohe, Großsteinlohe, Althütte, Posthof, Höll, Kramberg, Schmalzgruben (= Nemaničky) und Haselbach zu Böhmen. 1708 wurden die betroffenen Untertanen nach Böhmen verpflichtet.
1759 fanden neue Grenzverhandlungen 1763 in Prag statt, die 1764 von Maria Theresia von Österreich ratifiziert wurden.
1766 fand in Prag ein Kongress statt, auf dem der Grenzverlauf endgültig festgelegt wurde, der seitdem Bestand hat. Dabei kam Arnstein mit 2 hausgesessenen Untertanen zurück zur Oberpfalz zum Pflegamt Waldmünchen. Ebenfalls zum Pflegamt Waldmünchen kamen Kleeberg, Kleinsteinlohe, Großsteinlohe, Alte und Neue Glashütte, Untere Hütte, Posthof, Wagenhof, Höll und Kramberg. In Böhmen blieben die ganze Hofmark Obergrafenried, Anger, Seeg, Hüthen (Neubauhütten = Novosedelské Hutě, Friedrichshütten = Nová Huť, Althütten = Stará Huť), Schmalzgruben und Haselbach.
1808 gab es in Arnstein 3 Anwesen und ein Hüthaus.
1808 wurde die Verordnung über das allgemeine Steuerprovisorium erlassen. Mit ihr wurde das Steuerwesen in Bayern neu geordnet und es wurden Steuerdistrikte gebildet. Dabei kam Arnstein zum Steuerdistrikt Untergrafenried. Der Steuerdistrikt Untergrafenried bestand aus den Dörfern Untergrafenried und Höll, den Weilern Arnstein, Kramberg und Wagenhof und den Einöden Eben und Kramhof.
1820 wurden im Landgericht Waldmünchen Ruralgemeinden gebildet. Dabei wurde Arnstein Ruralgemeinde. Zur Ruralgemeinde Arnstein gehörte neben Arnstein mit 7 Familien die Einöde Eben mit 2 Familien und die beiden Weiler Kramberg mit 5 Familien und Wagenhof mit 7 Familien. Ein Projekt aus dem Jahr 1836, die Gemeinden Höll mit der Gemeinde Arnstein zusammenzulegen, wurde erst 1856 realisiert. Dabei kamen Arnstein mit 6 Familien und Eben mit 2 Familien zu Höll. Die Weiler Kramberg und Wagenhof wurden in die Gemeinde Ulrichsgrün eingegliedert.
1972 wurde die Gemeinde Höll in die Stadt Waldmünchen eingemeindet.
Arnstein gehört zur Pfarrei Waldmünchen. 1997 hatte Arnstein 32 Katholiken.

## Einwohnerentwicklung in Arnstein ab 1820
| Jahr | Einwohner  | Gebäude |
| ---- | ---------- | ------- |
| 1820 | 7 Familien | k. A.   |
| 1838 | 50         | 3       |
| 1861 | 42         | 10      |
| 1871 | 42         | 15      |
| 1885 | 55         | 5       |
| 1900 | 34         | 4       |
| 1913 | 25         | 4       |

| Jahr | Einwohner | Gebäude |
| ---- | --------- | ------- |
| 1925 | 34        | 4       |
| 1950 | 39        | 5       |
| 1961 | 24        | 5       |
| 1970 | 10        | k. A.   |
| 1987 | 19        | 9       |
| 2011 | 21        | k. A.   |

## Einwohnerentwicklung in Eben ab 1820
Die Einöde Eben war Ortsteil der Gemeinde Arnstein und ab 1856 Ortsteil der Gemeinde Höll. Sie wird in den amtlichen Verzeichnissen bis 1875 und in den Matrikeln bis 1838 erwähnt, danach nicht mehr.
| Jahr | Einwohner  | Gebäude |
| ---- | ---------- | ------- |
| 1820 | 2 Familien | k. A.   |
| 1838 | 8          | 1       |
| 1864 | 4          | 1       |
| 1875 | 15         | 7       |

## Tourismus und Sehenswürdigkeiten
570 Meter südöstlich von Arnstein liegt die Frühneuzeitliche Wüstung Eben. Sie ist ein ausgewiesenes Bodendenkmal mit der Denkmalnummer D-3-6542-0008.